# 宽街基督徒聚会处

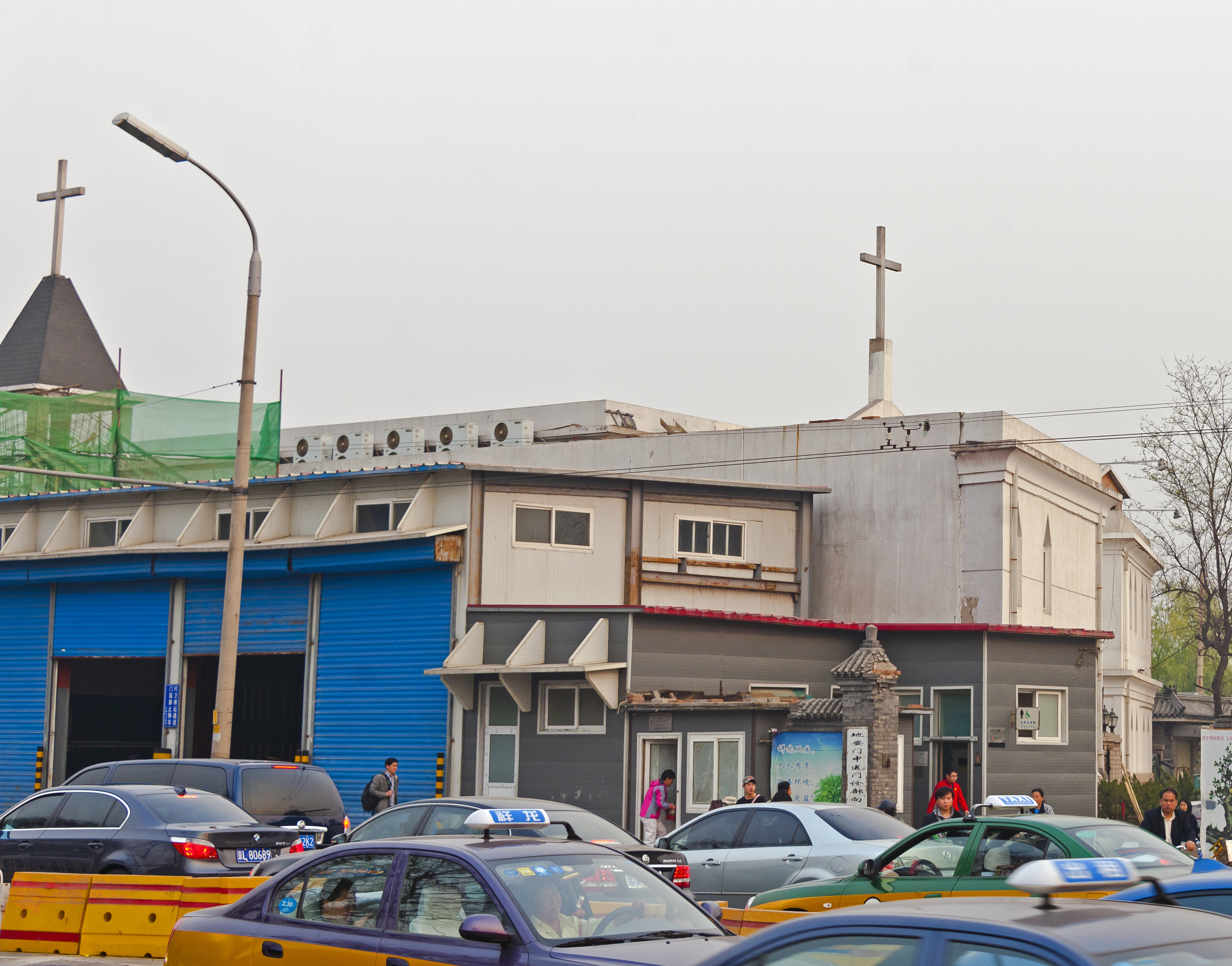
北京市基督教会宽街堂

宽街基督徒聚会处是中国北京的一个基督徒聚会场所，由基督徒聚会处创立。

### 北京地方教會
1930年代，北京成立基督徒聚会处。1948年，阎迦勒从绥远到北京负责基督徒聚会处，带领信徒响应倪柝声发起的「交出来」，实行「凡物公用」的生活制度，并且发动全体信徒广传福音，使得北京基督徒聚会处的信徒人数迅速扩增到千人以上，并扩建了宽街聚会处。 

### 三自運動、聯合禮拜
1955年4月，北京基督徒聚会处负责人阎迦勒一度受王明道影响，带领北京聚会处宣布退出「三自」，王明道被捕后又再度加入。
1958年北京基督教新教实行联合礼拜，原有64座教堂合并为4所，宽街基督徒聚会处得以保留，为基督教北堂。
2000年8月12日因修建平安大道，教堂由东城区地安门东大街50号迁址地安门东大街吉祥胡同10号重建。